# 克拉斯拉瓦旧宫
克拉斯拉瓦旧宫是位于拉脱维亚东部历史地区拉特加爾，也就是现今克拉斯拉瓦的一座庄园。由于在历史上多次遭到摧毁，目前庄园建筑只剩下隐约可见的废墟。而在克拉斯拉瓦新宫建成后，该建筑成为了普拉特尔家族的图书馆。